# Алышпаев, Марат Усенович
Марат Усенович Алышпаев (кирг. Марат Алышпаев; 17 декабря 1947, Саруу, Иссык-Кульская область — 4 апреля 2022, Бишкек) — советский и киргизский актёр театра и кино. Народный артист Кыргызской Республики (2006).

## Биография
Родился 17 декабря 1947 года в селе Саруу Джети-Огузкого района Иссык-Кульской области Киргизской ССР. В 1965 году окончил одиннадцатилетнюю Саруйскую среднюю школу с русским обучением. В 1965 году поступил в Киргизский государственный университет на экономический факультет, однако через два года уехал в Москву, где в 1967—1972 гг. учился на актёрском факультете ГИТИСа им. А. В. Луначарского.
В 1972 году после окончания обучения вместе с другими выпускниками студии вернулся в Киргизию и стал актёром только что основанного Ошского драматического театра (первые два года, когда здание театра ещё не было достроено, труппа выступала в Джалал-Абаде), руководство которым вскоре было поручено И. Рыскулову. В 1978 году после гастролей театра в Москве стал заслуженным артистом Кыргызской ССР. Вслед за Рыскуловым в 1985 году перебрался в Кыргызский государственный академический театр драмы, в 1985—1988 гг. — секретарь партийной организации театра.
В 1991—1997 гг. был художественным руководителем и директором Чуйского областного театра «Куудулдар» им. Ш. Термечикова, в 1997—1999 гг. — актёр данного театра. В 1991—2003 гг. принимал участие в постановках Бишкекского городского театра, в начале 2000-х годов играл в Театре юного зрителя.
В октябре 2003 года стал художественным руководителем и директором Иссык-Кульского областного музыкально-драматического театра им. К. Джантошева (базируется в г. Каракол). В сезоне 2008—2009 годов театр был признан государственным агентством культуры одним из самых успешных коллективов страны, при этом оценивались как творческая, так и финансовая составляющие.
В феврале 2010 года был назначен начальником управления по развитию искусства в Министерстве культуры и информации, однако в июне того же года сменил К. Осмонова в кресле директора Кыргызского национального академического драматического театра им. Т. Абдумомунова (последний в свою очередь занял место Алышпаева). При новом директоре окончился четырёхлетний капитальный ремонт театра и оживилась его творческая жизнь. 1 августа 2014 года покинул пост директора, оставшись актёром данного театра.
За свою карьеру в театре исполнил множество ролей как классического (заглавные роли в «Эдипе» Софокла, «Ричарде III», «Гамлете» (первая постановка в Киргизии), Глостер в «Короле Лире», роли в «Ревизоре» Н. Гоголя, «На дне» М. Горького), так и современного репертуара (роли в постановках по произведениям Ч. Айтматова «Белый пароход», «Восхождение на Фудзияму», «И дольше века длится день», «Пегий пёс, бегущий краем моря», «Белое облако Чингизхана» и др.).
Помимо работы в театре активно снимается в кино, в том числе в фильмах Г. Базарова («Приют для совершеннолетних», «Аномалия», «Каракыз», «Метаморфоза», «Исход», «Нонсенс» и др.). В 2016 году сыграл одну из ролей в фильме «Завещание отца» (реж. Бакыт Мукул и Дастан Жапар уулу), завоевавшем приз «Золотой Зенит» за лучший дебютный фильм на Монреальском кинофестивале.
Скончался 4 апреля 2022 года, похоронен на Ала-Арчинском кладбище.

## Избранные театральные роли
- Гамлет («Гамлет» Шекспира)
- Ричард III («Ричард III» Шекспира)
- Исабек («Восхождение на Фудзияму», Ч. Айтматова)
- Мылгун («Пегий пёс, бегущий краем моря» Ч. Айтматова)
- Момун («Белый пароход», Ч. Айтматова)

## Избранная фильмография
- 1987 — Приют для совершеннолетних
- 1989 — Кербез. Неистовый беглец — Ниязалы
- 1989 — Аномалия
- 1992 — Печать сатаны
- 2003 — Каракыз — Шамбет
- 2006 — Любовь как испытание
- 2006 — Метаморфоза
- 2008 — Исход
- 2012 — Нонсенс — Хозяин
- 2012 — Президент и бомж — Президент
- 2013 — Президент и бомж — 2
- 2013 — Любовь Москвы — Президент Кыргызстана
- 2016 — Завещание отца — Бек

## Награды
1978 — Заслуженный артист Киргизской ССР
- 1983 — Приз за лучшее исполнение мужской роли СТД Кыргызской ССР (за роль Ричарда III в спектакле «Ричард III» В. Шекспира)
- 1995 — Награждён медалью «Манас-1000»
- 1997 — Приз за лучшее исполнения мужской роли на фестивале «Нооруз» г. Бишкек (за исполнение роли Сократа в постановке КГАДТ по пьесе «Ночь воспоминаний о Сократе» Ч. Айтматова и М. Шаханова)
- 2006 — Народный артист Кыргызской Республики
- 2008 — Лауреат международной премии им. Ч.Айтматова

Участие в фестивалях:
- 1983 — Международный фестиваль молодёжных театров СССР в г. Тбилиси (спектакль «Пегий пёс, бегущий краем моря», роль Мылгуна)
- 1983 — Фестиваль СТД Кыргызской ССР (спектакль «Ричард III», роль Ричарда III)
- Всемирный фестиваль студентов и молодёжи в г. Москва (спектакль «Пегий пёс, бегущий краем моря»)
- 1988 — Международный фестиваль «Нооруз» в г. Алма-Ата (спектакль «Ночь развода» К. Акматова, КАТД)
- 1989 — Открытие театра Дружбы народов СССР в г. Москва (спектакль «И дольше века длиться день» Ч. Айтматова, роль Сабитжана)
- 1990 — Фестиваль «Нооруз-90» в г. Душанбе (спектакль «Чтение Петрарки» Р. Ибрагимбекова, роль подсудимого)
- 2002 — Всемирная театральная олимпиада в г. Москва (спектакль «Керез» Т. Осмонова, роль шамана)
- 2003 — Международный кинофестиваль телевизионных фильмов в г. Ялта (фильм Г. Базарова «Каракыз», роль Шамбета, фильм удостоен «Гран-при» кинофестиваля)
- 2006 — Фестиваль тюркоязычных театров «Туганлык» в г. Уфа (ИМДТ им. К. Джантошева).
- 2012 — Фестиваль тюркоязычных театров «Туганлык» в г. Конья (Турция) (КГАДТ им. Т. Абдумомунова).
- 2013 — Дни культуры Кыргызстана в Республике Казахстан в г. Алма-Ата
- 2013 — Международный театральный форум ТЮРКСОЙ в г. Баку (Азербайджан)
- 2014 — Международный театральный форум ТЮРКСОЙ в г. Казань

## Семья
Первый брак- Заслуженная артистка КР, актриса, выпускница МХАТ им. Чехова Райма Исмаилбековна Абдубачаева. Дочь актёра И. Абдубачаева и народная артистки СССР Даркуль Куюковой. Три сына.
Второй брак-Дилбар Райымбекова — эстрадная певица, Заслуженная артистка КР, солистка Киргизской госфилармонии им. Т. Сатылганова. В семье два дочери.